# مجموعة الجيوش ج
 قاتلت مجموعة الجيش الألماني ج ( Heeresgruppe G ) على الجبهة الغربية للحرب العالمية الثانية وكانت أحد مكونات قيادة الجيش الألماني في الغرب
.

## التاريخ
عندما غزا الحلفاء لجنوب فرنسا، كان لدى مجموعة الجيش ج أحد عشر فرقة لسيطرة على فرنسا جنوب لوار. في الفترة ما بين 17 و18 أغسطس، أمرت القيادة العليا للقوات المسلحة الألمانية مجموعة الجيوش ج ( باستثناء القوات التي تسيطر على موانئ فورتس ) بالتخلي عن جنوب فرنسا. شكل فيلق LXIV الألماني، الذي كان مسؤولاً عن القوات في الجنوب الغربي منذ أن تم سحب الجيش الأول قبل أسابيع قليلة للاحتفاظ بالخط الفاصل على نهر السين جنوب شرق باريس، ثلاث مجموعات وانسحب شرقًا نحو ديجون. في الوقت نفسه، تراجع الجيش الألماني التاسع عشر شمالًا عبر وادي الرون باتجاه بلاتو دي لانجريس حيث انضم إليه جيش بانزر الخامس الألماني الذي تم ضمه لمجموعة الجيوش ج حتى يمكن شن هجوم مضاد على الجيش الثالث للولايات. لم يتم التراجع وفقًا للخطة، حيث سبب تقهقر الجيش التاسع عشر أسر مجموعة جيوش الولايات المتحدة السادس أفراد من مجموعة الجيوش ج. بحلول الوقت الذي انتهى فيه التراجع، كان الجنرال يوهانس بلاسكويتز قد فقد قرابة نصف قوته وتم إستبداله في 21 سبتمبر من قبل الجنرال هيرمان بالك. بحلول منتصف سبتمبر، كان جيش بانزر الخامس في موقعه على الجناح الأيسر للخط الألماني شمال الحدود السويسرية. من هناك هاجم بانزر الخامس مع عناصر من بانزر الأول الجيش الثالث للولايات المتحدة، بينما أشتبك الجيش التاسع عشر الألماني مع الجيش الفرنسي الأول والجيش السابع الأمريكي تحت قيادة الجنرال ألكسندر م.
قاتلت مجموعة الجيوش ج في جبال الفوج خلال شهر نوفمبر عام 1944 وتراجعت عبر منطقة لورين وشمال الألزاس خلال شهر ديسمبر. في أواخر نوفمبر 1944، فقدت مجموعة الجيش ج مؤقتًا مسؤولية غدارة القوات الألمانية في جيب كولمار وفي نهر الراين جنوب بينوالد لصالح مجموعة الجيش أوبرهين القصيرة العمر. في يناير 1945، قامت مجموعة الجيش في عملية نوردويندبآخر هجوم مضاد ألماني كبير على الجبهة الغربية. مع فشل <i id="mwNQ">نوردويند</i> وطرد الألمان من جيب كولمار، تم حل مجموعة الجيوش أوبرهين واستولت مجموعة الجيوش ج على مسؤولية الدفاع عن جنوب غرب ألمانيا.
غير قادر على وقف الهجوم الذي قامت به قوات الحلفاء التي طهرت راينلاند بالاتينات ثم هاجمت بعد ذلك نهر الراين، ومع ذلك قاتلت قوات مجموعة الجيوش ج لدفاع عن مدن هايلبرون وكرايلسهايم ونورمبرغ وميونيخ خلال أبريل 1945.

## القادة
خدم الأشخاص التالية أسماؤهم كقادة لمجموعة الجيوش ج. 
|  | {{{officeholder}}} |
|  | {{{officeholder}}} |
|  | {{{officeholder}}} |
|  | {{{officeholder}}} |
|  | {{{officeholder}}} |

## الحواشي
1. ↑  Cole (references) End Notes نسخة محفوظة October 31, 2006, على موقع واي باك مشين. [وصلة مكسورة]
2. ↑  Pogue (references) CHAPTER XII The Campaign in Southern France p.227 نسخة محفوظة 27 مايو 2019 على موقع واي باك مشين.
3. ↑  Pogue (references) p.228
4. ↑  Fact File : Antwerp Captured, بي بي سي, June 2003 نسخة محفوظة 25 فبراير 2007 على موقع واي باك مشين. [وصلة مكسورة]
5. ↑  Pogue (references) p.229
6. ↑  Pogue (references) p.230
7. ↑  100th Infantry Division Association مجموعة الجيوش ج
8. ↑  Tessin 1980.